# Тринідад і Тобаго на зимових Олімпійських іграх 2002
Тринідад і Тобаго брали участь у Зимових Олімпійських іграх 2002 року у Солт-Лейк-Сіті (США) утретє за свою історію, але не завоювали жодної медалі.